# Caso Cappello

Gino Cappello, protagonista dello scandalo calcistico del 1960

Il caso Cappello fu un illecito sportivo che coinvolse il Genoa nel 1960, il primo in cui la FIGC introdusse il concetto di afflittività nella condanna penale.

## I fatti
La vicenda ruotò intorno alla partita fra Atalanta e Genoa del campionato di Serie A 1959-1960 in programma a Bergamo il 17 aprile. La situazione di classifica vedeva i nerazzurri abbastanza tranquilli seppur non matematicamente certi della salvezza, mentre per i rossoblù la situazione era oltremodo critica. Protagonista dello scandalo fu Gino Cappello, un ex attaccante con all'attivo numerose presenze nella nazionale del dopo-Superga, e tesseratosi dopo il ritiro per i Tranvieri di Bologna, un piccolo club del capoluogo emiliano con un passato fra i semiprofessionisti ma ormai decaduto in Prima Categoria. Secondo la ricostruzione dei fatti operata dall'Ufficio indagini della Lega Nazionale, alla vigilia del match in oggetto Cappello partì alla volta della città orobica dove incontrò Giovanni Cattozzo, difensore dei bergamaschi e suo ex compagno di squadra anni prima nel Bologna, cui lasciò un milione di lire come acconto per perdere la partita. Cattozzo finse di accettare, ma in realtà avvisò subito dell'accaduto il vicepresidente dell'Atalanta, Luigi Tentorio, il quale allertò immediatamente l'Ufficio indagini guidato da Dario Angelini.
Se il mancato accordo fece saltare la combine, tanto che l'Atalanta vinse per due reti ad una, la macchina ispettiva della Lega cominciò ad inguaiare il Genoa sulla base del principio di responsabilità oggettiva, dato che gli organismi calcistici ritennero i liguri gli unici possibili beneficiari della tentata truffa. I maldestri tentativi di Cappello di negare la sua presenza a Bergamo, smentiti da un parrucchiere cui aveva chiesto indicazioni stradali e che lo aveva riconosciuto, convinsero Angelini della cattiva fede dell'indagato. Ma il particolare che fece precipitare la posizione dei rossoblù fu involontariamente fornito proprio dal presidente dei grifoni, Fausto Gadolla, che a quel punto denunciò di aver effettivamente ricevuto offerte da un losco individuo all'indomani della sconfitta nel derby di due settimane prima, ma di averle rifiutate: l'ammissione comportò di per sé un deferimento per omessa denuncia, e rese vani i tentativi genoani di far passare l'accaduto come una vendetta per il precedente caso Azzini o come una pura ritorsione per non aver accettato l'offerta del personaggio misterioso.

## La condanna
La sentenza venne emessa dalla Lega Nazionale il 1º giugno 1960, e deliberò la radiazione a vita di Gino Cappello. Il problema si poneva invece per il Genoa che nel frattempo era retrocesso sul campo con un mesto ultimo posto, rendendo nei fatti ininfluente la sanzione fino ad allora comminata in casi simili, ossia la relegazione in Serie B. La Lega decise quindi di introdurre il principio dell'afflittività della sanzione, e comminò un totale di 28 punti di penalizzazione, intendendosi che quelli avanzati rispetto alla classifica finale del campionato che andava a concludersi la domenica successiva, sarebbero rimasti in conto nella graduatoria della Serie B 1960-1961. La punizione estromise di fatto il Grifone dalla lotta alla promozione per la nuova stagione, e anzi a conti fatti fu il successivo sconto di tre punti operato dalla Commissione d'Appello Federale a sventare il rischio di una clamorosa retrocessione in Serie C.